# Milaap
Milaap — индийская компания, осуществляющая деятельность в сфере микрофинансового кредитования бедных слоев населения. Позволяет людям со всего мира участвовать в процессах микрофинансирования в Индии. Основана в Бангалоре, Индия, штаб-квартира расположена в Сингапуре. Согласно утверждениям компании Milaap, компания является первой в мире онлайн-платформой, позволяющей участвовать не гражданам Индии в процессах микрокредитования в стране.
Кредиты компании носят социальную направленность и дают людям возможность удовлетворять самые необходимыe нужды, такие как закупка питьевой воды, источников энергии, оплата первичного профессионального образования.
Микрокредитование традиционно подразумевает высокие проценты, в случае затягивания выплаты краткосрочного кредита. Поэтому, закладывая высокую прибыльность микрофинансовые компании, как правило берут деньги под относительно высокий процент у крупных банковских институтов. Кроме того, кредиты на нужды первой необходимости должны быть на низких кредитных ставках, иначе они не выгодны потребителям.
Именно для снижения процента кредита, компания занимается поиском заемных средств у физических лиц по всему миру, минуя тем самым необходимость перезайма средств у крупных банковских систем.
Процентная ставка по кредитам Milaap варьируется от 12 до 18% годовых, что в среднем на 50% меньше, чем у остальных игроков рынка микрокредитования в Индии.
Согласно условиям кредитования компании, получатель кредита не может перекредитоваться в компании, и получает возможность получения следующего кредита лишь после погашения предыдущего.

## Механизм кредитования
На своем сайте компания выкладывает профили заемщиков с описанием того, на какие нужды требуется кредит. Потенциальные кредиторы, просматривая профили, принимают решение о том, кого кредитовать, используя для перечисления денег свои банковские дебетовые карты, проводя перевод денег в режиме онлайн.
Минимальная сумма, которую может перечислить заемщик, равна 50 долларам США или 1000 рупей.
С 2011 года компания запустила систему, согласно которой, возврат займов производится путём вычетов из зарплаты, проводимых непосредственно работодателем в контакте с компанией.